# بطيخة متلألئة
بطيخة متلألئة (بالكورية: 반짝이는 워터멜론)؛ هو مسلسل تلفزيوني كوري جنوبي، بطولة ريون، تشوي هيون-ووك، سيول إن آه، شين اون سو. عرض على قناة تي في ان في 25 سبتمبر الى 14 نوفمبر 2023، تم بثه ايام الاثنين والثلاثاء الساعة 20:50 (KST).

## الملخص
يحكي قصة فتى يتمتع بموهبة طبيعية في الموسيقى، الذي يسافر بالزمن إلى عام 1995. ينضم إلى فرقة موسيقية مع والده الشاب ويشكلان فرقة تسمى "واتر سوجر" مع الشباب المريبين الذين يلتقي بهم هناك.

## طاقم
- ريون في دور إيون جيول[6]
- تشوي هيون-ووك في دور لي تشان[6]
- سيول ان اه في دور تشوي سي-كيونغ[7]
  - لي سو يون بدور البالغة تشوي سي كيونغ[8]
- شين اون سو في دور يون تشونج اه [9]

### داعم
- آهن دو جيو في دور أوه ما جو
- تشوي وون يونغ في دور والد إيون جيول[10]
- سيو يونغ-هي في دور والدة إيون جيول[11]
- جو دو شيم في دور دور جو يانج هي[12]
- تشون هو-جين بدور جد فيفا
- جونغ سانغ هون
- بارك هو-سان في دور تشوي هيون
- كيم تاي وو في دور يون جيون هيونج
- كيم جو ريونج في دور ليم جي مي[13]

## المشاهدات
| الموسم | الموسم | رقم الحلقة | رقم الحلقة | رقم الحلقة | رقم الحلقة | رقم الحلقة | رقم الحلقة | رقم الحلقة | رقم الحلقة | رقم الحلقة | رقم الحلقة | رقم الحلقة | رقم الحلقة | رقم الحلقة | رقم الحلقة | رقم الحلقة | رقم الحلقة | المتوسط |
| الموسم | الموسم | 1          | 2          | 3          | 4          | 5          | 6          | 7          | 8          | 9          | 10         | 11         | 12         | 13         | 14         | 15         | 16         | المتوسط |
| ------ | ------ | ---------- | ---------- | ---------- | ---------- | ---------- | ---------- | ---------- | ---------- | ---------- | ---------- | ---------- | ---------- | ---------- | ---------- | ---------- | ---------- | ------- |
|        | 1      | 644        | 664        | 738        | 1040       | 808        | 801        | 803        | 694        | 860        | 788        | 744        | 823        | 850        | 823        | 771        | 972        | 802     |

وفقا لنيلسن، قد حققت الحلقة الرابعة متوسط تقييم 4.6% بحوالي اكثر من مليون مشاهد.
| رقم   | تاريخ البث     | تقييمات (نيلسن كوريا) | تقييمات (نيلسن كوريا) |
| رقم   | تاريخ البث     | على الصعيد الوطني     | سيئول                 |
| ----- | -------------- | --------------------- | --------------------- |
| 1     | 25 سبتمبر 2023 | 3.144%                | 3.503%                |
| 2     | 26 سبتمبر 2023 | 3.311%                | 3.387%                |
| 3     | 2 أكتوبر 2023  | 3.441%                | 3.726%                |
| 4     | 3 أكتوبر 2023  | 4.688%                | 4.805%                |
| 5     | 9 أكتوبر 2023  | 3.689%                | 4.393%                |
| 6     | 10 أكتوبر 2023 | 3.580%                | 4.106%                |
| 7     | 16 أكتوبر 2023 | 3.551%                | 4.042%                |
| 8     | 17 أكتوبر 2023 | 3.089%                | 2.922%                |
| 9     | 23 أكتوبر 2023 | 3.718%                | 4.380%                |
| 10    | 24 أكتوبر 2023 | 3.512%                | 3.738%                |
| 11    | 30 اكتوبر 2023 | 3.264%                | 3.569%                |
| 12    | 31 أكتوبر 2023 | 3.689%                | 4.179%                |
| 13    | 6 نوفمبر 2023  | 3.689%                | 4.179%                |
| 14    | 7 نوفمبر 2023  | 3.593%                | 4.179%                |
| 15    | 13 نوفمبر 2023 | 3.494%                | 3.802%                |
| 16    | 14 نوفمبر 2023 | 4.460%                | 4.458%                |
| متوسط | متوسط          | 3.626%                | 3.957%                |

## الانتاج
المسلسل من كتابة جين سو وان من اعمالها القمر الذي يحتضن الشمس (2013)، أقتلني، إشفيني (2015)، آلة شيكاغو (2017). في 5 سبتمبر 2023، أعلنت شركة الإنتاج بان إنترتينمنت انها قد وقعت عقد إنتاج وتوريد مع استوديو دراغون بقيمة 15.6 مليار وون للمسلسل (استوديو دراغون هو قسم الدراما لساي جاي إي إن إم).

## روابط خارجية
- الموقع الرسمي
 (بالكورية)
- بطيخة متلألئة على موقع IMDb (الإنجليزية)
- بطيخة متلألئة على موقع قاعدة بيانات الفيلم (الإنجليزية)
- بطيخة متلألئة على هانسينما